# 大阪府道228号槇尾山仏並線
大阪府道228号槇尾山仏並線（おおさかふどう228ごう まきおさんぶつなみせん）は、大阪府和泉市を通る一般府道である。

## 概要
和泉市槇尾山町から和泉市仏並町に至る。
槇尾川に沿って槇尾山から下る道である。槇尾川ダムの建設に伴って付替道路事業が行われたが、ダムの建設は中止になった。付替道路事業は続けられ2020年（令和2年）3月26日に開通した。

### 路線データ
- 起点：大阪府和泉市槇尾山町（槇尾山バス停留所付近）
- 終点：大阪府和泉市仏並町（国道170号交点）

## 地理

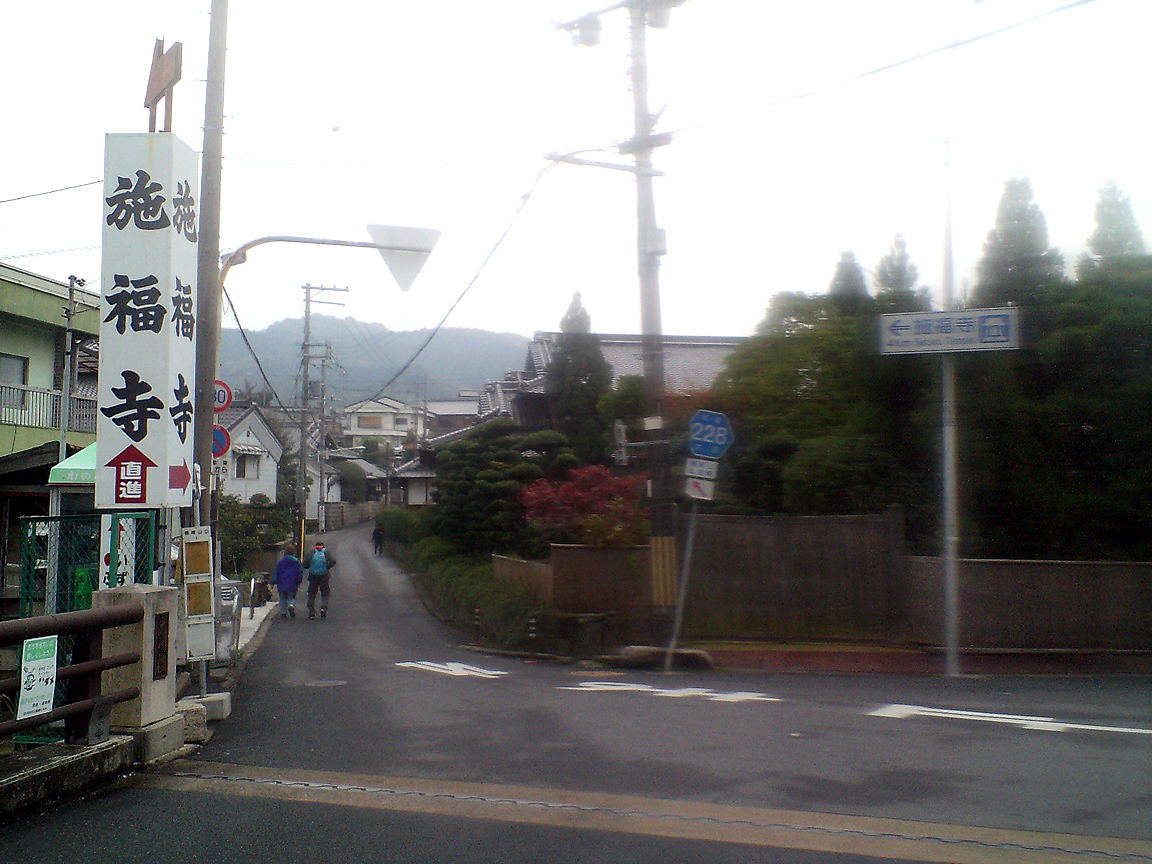
大阪府道228号槇尾山仏並線
大阪府和泉市仏並町

### 通過する自治体
- 大阪府
  - 和泉市

### 交差する道路
| 交差する道路                                                 | 交差する場所 | 交差する場所 |
| ------------------------------------------------------------ | ------------ | ------------ |
| 国道170号 国道480号 重複 大阪府道20号枚方富田林泉佐野線 重複 | 仏並町       | 終点         |

### 沿線
- 槇尾山施福寺 - 西国三十三所第4番札所。槇尾山（標高600 m）の山頂付近に所在。
- 和泉市立青少年の家（槇尾山グリーンランド）
- 八ヶ丸山 - 標高419 m。